# كارلينغتون نيادومبو
كارلينغتون نيادومبو (بالإنجليزية: Carlington Nyadombo)‏ (25 ديسمبر 1985 في زيمبابوي - ) هو لاعب كرة قدم زيمبابوي في مركز الدفاع. شارك مع منتخب زيمبابوي لكرة القدم. أما مع النوادي، فقد لعب مع Gunners F.C. ‏ ونادي أمازولو.

## روابط خارجية
- كارلينغتون نيادومبو على موقع قاعدة بيانات كرة القدم.إي يو (الإنجليزية)
- كارلينغتون نيادومبو على موقع ناشيونال فوتبول تيمز (الإنجليزية)
- كارلينغتون نيادومبو على موقع Soccerway.com (الإنجليزية)